# Editio Musica Budapest Zeneműkiadó
Az Universal Music Publishing Editio Musica Budapest Zeneműkiadó (rövidebb néven UMP Editio Musica Budapest, rövidítve: UMPEMB) valamint az Editio Musica Budapest Zeneműkiadó  (rövidebb néven Editio Musica Budapest, rövidítve EMBZ) magyar zeneműkiadók.

## Létrejötte
Jogelődjét Zeneműkiadó néven 1950. július 1. napjával hozták létre.

Magyar Közlöny 1950. évi 82. sz., június 4., 317. o.
10.080–Z–2–5/1950.eln. C., Népművelési Minisztertől
Közlemény. A Népgazdasági Tanács az 1948. évi XXXVII. törvény, illetve a minisztertanács 299/1949 M. T. számú határozatával biztosított jogkörében Zeneműkiadó nv. alapítását határozta el.
A vállalat székhelye: Budapest.
Tárgya: Zeneművek, valamint a zene- és táncművészet és tudomány körébe tartozó szöveges művek kiadása (kiadói ügylet gyakorlása).
Tartama: Határozatlan idő.
A vállalat tekintetében a népművelési miniszter illetékes.
(328/17/1950. N. T. számú határozat.)

A nemzeti vállalati formát aztán az 1950. évi 32. tvr. módosította állami vállalatra, ezzel lett a hivatalos neve Zeneműkiadó Vállalat.

## Története
Az intézményt az összes, korábban zeneműkiadással foglalkozó magyar cég államosításával alapították. Létrehozása része volt a zenei élet átfogó átszervezésnek. A jogelődei (mint a Rózsavölgyi, Rozsnyai, Bárd, Cserépfalvi, Magyar Kórus) által gondozott zeneművek, melynek a birtokába jutott, erős alapját képezték a következő évtizedek alatt kialakított értékes katalógusainak. Negyven évig állami vállalatként kezelte, gondozta, terjesztette a kotta- és könyvkiadványokat, ebből a helyzetéből adódott országos kultúrpolitikai szerepe és felelőssége is.
Később, a 60-as évek végétől, a piaci szemlélet térnyerésével és a kiadványok külföldi sikereire reflektálva az Editio Musica Budapest (EMB) nevet kezdte használni. Több mint 5000 művet adott ki, zeneműveket és zenei könyveket. Olyan kottakiadvány-sorozatai voltak, mint a kispartitúra-kiadványok, a Thesaurus Musicus és a Musica Rinata füzetei, pedagógiai sorozatok (mind az ismert oktatási célú művek, mind magyar szerzők erre a célra írt darabjai), hangszeres iskolák, szolfézs munkafüzetek, ifjúsági zenekari összeállítások. A kottákon kívül megjelentetett zenei könyvsorozatokat, népzenei monográfiákat, a Bibliotheca Musica tanulmányköteteit, zenei tárgyú regényeket, életrajzokat. 
A rendszerváltáshoz alapos átszervezéssel érkezett el a cég. A gyökeresen megváltozott feltételekhez alkalmazkodva egy több mint kétszáz embert foglalkoztató, állami kiadó- és nyomdaipari vállalatból magántulajdonú, önálló külkereskedelmi tevékenységet folytató, húszas létszámú társasággá alakult át.
A vállalatot 1994-ben privatizálták. Az olasz Ricordi kiadó vásárolta meg a többségi tulajdonrészt. Azonban még abban az évben a friss tulajdonost magát is felvásárolták, ezzel a Ricordi (és így az EMB is) a német Bertelsmann vállalatcsoport kezébe került. Az Editio Musica Budapest a Bertelsmann zenei részlegének (BMG) része lett. A BMG inkább popzenei kiadványokban, lemezforgalmazásban volt érdekelt, a komolyzenei kották világába ekkor lépett be. A márkanévhez továbbra sem nyúltak.
A vállalat életében a következő váltás 2006-ban következett be: a Bertelsmanntól megvette a BMG Music Publishing-et a Universal Music Group. Az EMB a Universal Music Publishing Group tagja lett, a kiadó neve ekkortól Universal Music Publishing Editio Musica Budapest (UMPEMB).
2017 végén a tulajdonos új vállalatot létrehozva osztotta el üzletágait. Az új vállalkozásként létrehozott Editio Musica Budapest Zeneműkiadó Kft-hez került a pedagógiai katalógus, a kottaterjesztés és -értékesítés, az új cég kezeli a kizárólag kottaértékesítéshez (és pedagógiai kiadványokhoz) kapcsolódó jogokat, emellett terjeszti az anyavállalat és más kiadók kottakiadványait. Változatlanul tovább működik az anyavállalat, a Universal Music Publishing Editio Musica Budapest Zeneműkiadó Kft., melynek körében maradt minden más üzletág, az át nem adott jogok kezelése, a 20. századi és kortárs zene kiadása és kölcsönzése (és a vállalati vagyon 95%-a). 

## Igazgatói
A vállalat igazgatói:
- Korvin László (1950-1955),
- Tardos Béla (1955-1966),
- Eősze László (1966-1967),
- Sarlós László (1967-1986),
- Homolya István (1986-2004),
- Boronkay Antal (2005-2017),
- Sigrai László (2017- ) Editio Musica Budapest Zeneműkiadó Kft.
- Szitha Tünde (2018- ) Universal Music Publishing Editio Musica Budapest Zeneműkiadó Kft.